# Pectocera
Pectocera is een geslacht van kevers uit de familie  
kniptorren (Elateridae).
Het geslacht is voor het eerst wetenschappelijk beschreven in 1842 door Hope.

## Soorten
Het geslacht omvat de volgende soorten:
- Pectocera amamiinsulana Nakane, 1957
- Pectocera annapurnica Schimmel, 2006
- Pectocera assamensis Schimmel, 1994
- Pectocera babai Kishii, 1990
- Pectocera brendelli Schimmel, 1997
- Pectocera cantori Hope, 1842
- Pectocera chaurengiensis Schimmel, 1994
- Pectocera deboisae Schimmel, 1994
- Pectocera delessertii (Guérin-Méneville, 1840)
- Pectocera farinosa Fleutiaux, 1918
- Pectocera fleutiauxi Schimmel, 1997
- Pectocera formosana Kishii, 1990
- Pectocera fortunei Candèze, 1873
- Pectocera gibberosa Schimmel, 1998
- Pectocera godavariana Schimmel, 2006
- Pectocera gracilis Fleutiaux, 1934
- Pectocera hayekae Schimmel, 1994
- Pectocera hige Kishii, 1993
- Pectocera holzschuhi Schimmel, 1994
- Pectocera indica Schimmel, 1994
- Pectocera ingridae Schimmel, 1994
- Pectocera jiangxiana Kishii & Jiang, 1994
- Pectocera kashmirensis Schimmel, 1997
- Pectocera kobayashii Kishii, 1996
- Pectocera kucerai Schimmel, 2006
- Pectocera malaisiana Candèze, 1882
- Pectocera manipurensis Schimmel, 1994
- Pectocera maruyamai Kishii, 2001
- Pectocera mechiana Schimmel, 2006
- Pectocera mizhilensis Schimmel, 2006
- Pectocera myanmarensis Schimmel, 2006
- Pectocera sechuana Schimmel, 2003
- Pectocera sikkimensis Schimmel, 1994
- Pectocera telupidensis Schimmel, 1994
- Pectocera tonkinensis Fleutiaux, 1918
- Pectocera wittmeri Schimmel, 1994
- Pectocera yaeyamana Suzuki, 1976
- Pectocera yonaha Kishii, 1996